# 中国共产党永兴县委员会
中国共产党永兴县委员会（简称中共永兴县委）是中国共产党在湖南省郴州市宜兴市的领导机关。

## 职责
根据《中国共产党地方委员会工作条例》，中国共产党地方委员会主要实行政治、思想和组织领导，承担下列职能：
1. 对本地区重大问题作出决策。
2. 通过法定程序使党组织的主张成为地方性法规、地方政府规章或者其他政令。
3. 加强对本地区宣传思想文化工作的领导，牢牢掌握意识形态工作领导权、话语权。
4. 按照干部管理权限任免和管理干部，向地方国家机关、政协组织、人民团体、国有企事业单位等推荐重要干部。
5. 支持和保证人大、政府、政协、法院、检察院、人民团体等依法依章程独立负责、协调一致地开展工作，发挥这些组织中党组的领导核心作用。
6. 加强对本地区群团工作和统一战线工作的领导。
7. 动员、组织所属党组织和广大党员，团结带领群众实现党的目标任务。

## 沿革
2008年11月26日，嘉禾县人民法院对原书记杨文受贿190多万元判处有期徒刑13年，剥夺政治权利2年。

## 历任书记
| 姓名   | 就任日期  | 卸任日期   | 备注        |
| ------ | --------- | ---------- | ----------- |
| 杨文   | 2004年    | 2006年8月  |             |
| 陈方敏 | 2006年8月 | 2011年12月 |             |
| 袁卫祥 | 2012年7月 | 2016年7月  |             |
| 赵宇   | 2016年7月 | 2021年5月  | [ 3 ]       |
| 刘朝晖 | 2021年5月 |            | [ 3 ] [ 4 ] |